# Martin Gabel
Martin Gabel (Filadelfia, 19 giugno 1912 – New York, 22 maggio 1986) è stato un attore statunitense.

## Biografia
Laureatosi in inglese presso la Lehigh University, si formò in seguito presso l'Accademia americana di arti drammatiche. In seguito iniziò la sua carriera in teatro con la compagnia del Mercury Theatre di Orson Welles. Nel 1951 debuttò al cinema.
Nel 1946 sposò l'attrice Arlene Francis con cui rimase per 40 anni, fino alla morte, nel 1986. Dal loro matrimonio nacque un figlio, Peter (1947).
Morì per un infarto nel 1986 a 73 anni.

## Filmografia parziale

### Attore
- 14ª ora (Fourteen Hours), regia di Henry Hathaway (1951)
- M, regia di Joseph Losey (1951)
- L'ultima minaccia (Deadline - U.S.A.), regia di Richard Brooks (1952)
- La spia (The Thief), regia di Russell Rouse (1952)
- Contrabbando sul Mediterraneo (Tip on a Dead Jockey), regia di Richard Thorpe (1957)
- Marnie, regia di Alfred Hitchcock (1964)
- Ciao, Charlie (Goodbye Charlie), regia di Vincente Minnelli (1964)
- Divorzio all'americana (Divorce American Style), regia di Bud Yorkin (1967)
- La signora nel cemento (Lady in Cement), regia di Gordon Douglas (1968)
- Uomini e cobra (There Was a Crooked Man...), regia di Joseph L. Mankiewicz (1970)
- Prima pagina (The Front Page), regia di Billy Wilder (1974)
- Delitti inutili (The First Deadly Sin), regia di Brian G. Hutton (1980)

### Regista
- Gli amanti di Venezia (The Lost Moment) (1947)

## Doppiatori italiani
- Giorgio Capecchi in L'ultima minaccia, Contrabbando sul Mediterraneo, Marnie
- Renato Mori in Delitti inutili